# Hospital General de Castellón
El Hospital General Universitario de Castellón (HGUCS) es el hospital de referencia de Castellón de la Plana y de su provincia. Es el principal centro de referencia del Departamento de Salud de Castellón. Dispone de prácticamente la totalidad de especialidades medicoquirúrgicas accesibles en la sanidad pública.

## Dotación
En el 2023 el hospital estaba dotado de 574 camas de hospitalización, 19 de Observación de Urgencias, quirófanos programados, 2 quirófanos de urgencias, un Hospital de Día, una Unidad de Corta Estancia y 50 consultas externas.
Compuesto por 8 plantas: sótano, planta baja y 6 plantas numeradas y divididas cada una de ellas en secciones: A, B, C, D, E y F. La sección F está en el edificio de la Escuela de Enfermería, situado al norte del complejo hospitalario.

## Historia
La capital de la Plana no dispuso de un hospital público de referencia para ingresos hasta el año 1967, cuando Francisco Franco, inauguró la primera residencia sanitaria de "Nuestra Señora del Sagrado Corazón" que daría lugar al actual Hospital General. Fue reinaugurado el 1986 por el ministro de Sanidad en aquel tiempo, Julián García Vargas. Sus instalaciones no han dejado de crecer y modernizarse tanto en dotaciones como en tecnologías, desde su creación.
En el año 2015 el equipo de Coordinación de Trasplantes del Hospital llevó a cabo su primera donación para una intervención en asistolia controlada con una técnica de donación llamada también a corazón parado. Esta operación permitió extraer los riñones del donante y su trasplante a otros pacientes.